# Iglesia de San Juan de la Cruz (Valencia)
La iglesia de San Juan de la Cruz, antiguamente iglesia parroquial de San Andrés, sita en calle Poeta Querol n.º 6 de la ciudad de Valencia (España), fue una de las primeras que se fundó tras la conquista de Jaime I de Aragón, sobre una antigua mezquita. Su configuración actual data, sin embargo, de entre 1602 y 1615 y su primera piedra la puso el Patriarca y arzobispo de Valencia Juan de Ribera.

## Descripción
Es una iglesia de una sola nave con capillas entre los contrafuertes y cabecera poligonal. En su fachada los elementos decorativos se concentran especialmente en la puerta, mientras que el resto es un muro liso de ladrillo sobre zócalo de piedra rematado por una balaustrada con bolas.
A los lados se abrían dos pequeñas capillas uno de cuyos arcosolios es aún hoy visible. La portada es ya de finales del siglo XVII y destaca por el uso de columnas salomónicas y de ménsulas laterales sobre las que parecen deslizarse dos figuras femeninas. El edículo superior estaba presidido por una estatua de San Andrés de la que hoy sólo quedan las trazas de su cruz con su característica forma de aspa.
Lo más destacado es, no obstante, la decoración rococó de su interior, obras de Hipólito Rovira y de su discípulo Luis Domingo en la segunda mitad del siglo XVIII. Realizada en estuco, pero trabajado con una calidad excepcional, las recargadas formas plenas de ángeles, telas y vegetación parecen trepar por las paredes.
Después de haber estado cerrada durante 50 años abrió sus puertas en 2009 permitiendo disfrutar de su increíble restauración. Dicha labor ha sido llevada a cabo por la fundación «La Luz de las Imágenes», junto con la restauración también de San Martín Obispo y San Antonio Abad y San Esteban Protomártir. Estas tres iglesias formaron parte del recorrido expositivo «La Gloria del Barroco» que finalizó en septiembre de 2010, convirtiéndose en una exposición única e irrepetible, ya que juntó en sus iglesias obras de arte de diferentes localidades españolas, algunas incluso consideradas patrimonio nacional.

## Galería de imágenes

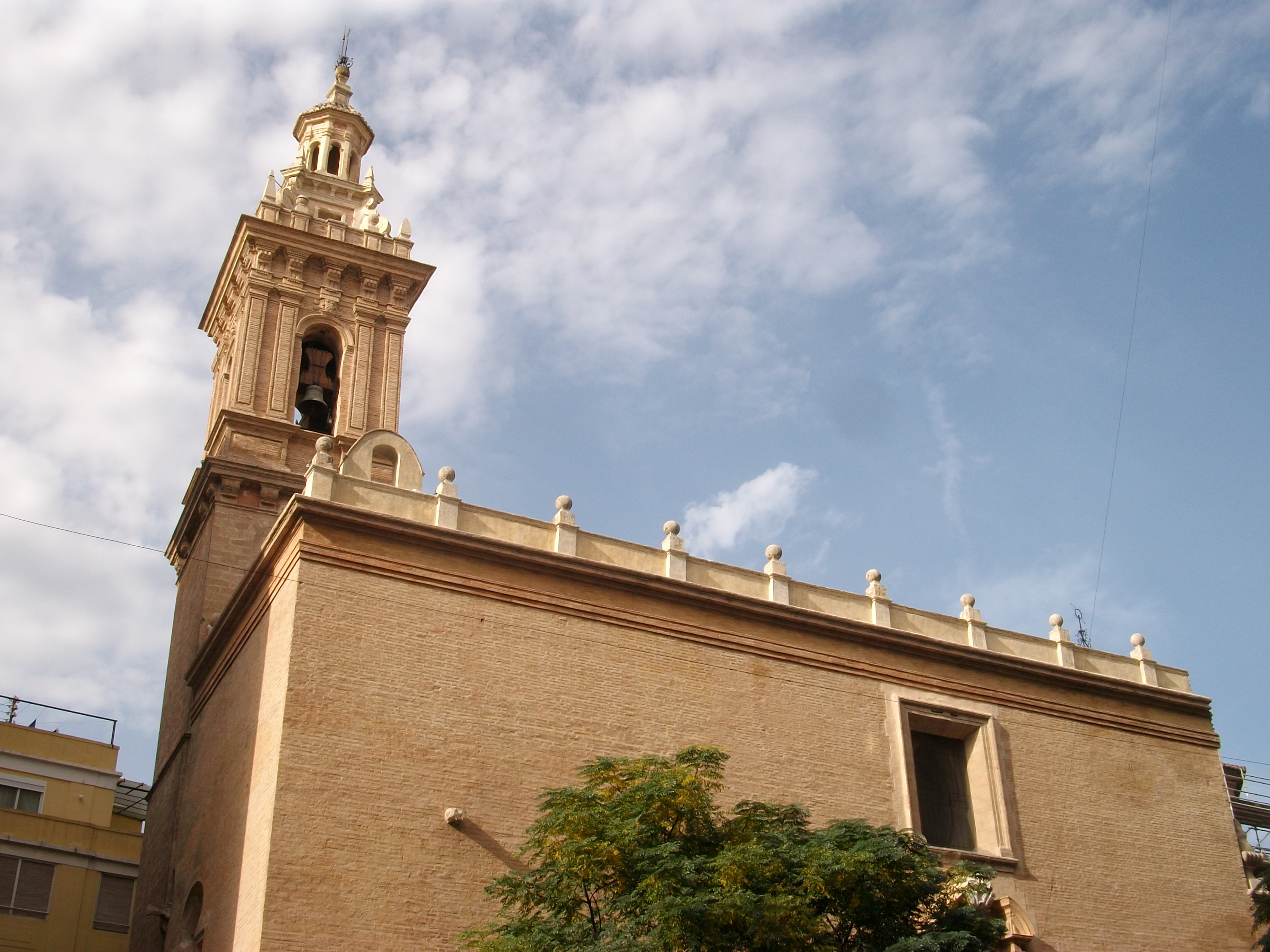
Vista exterior.
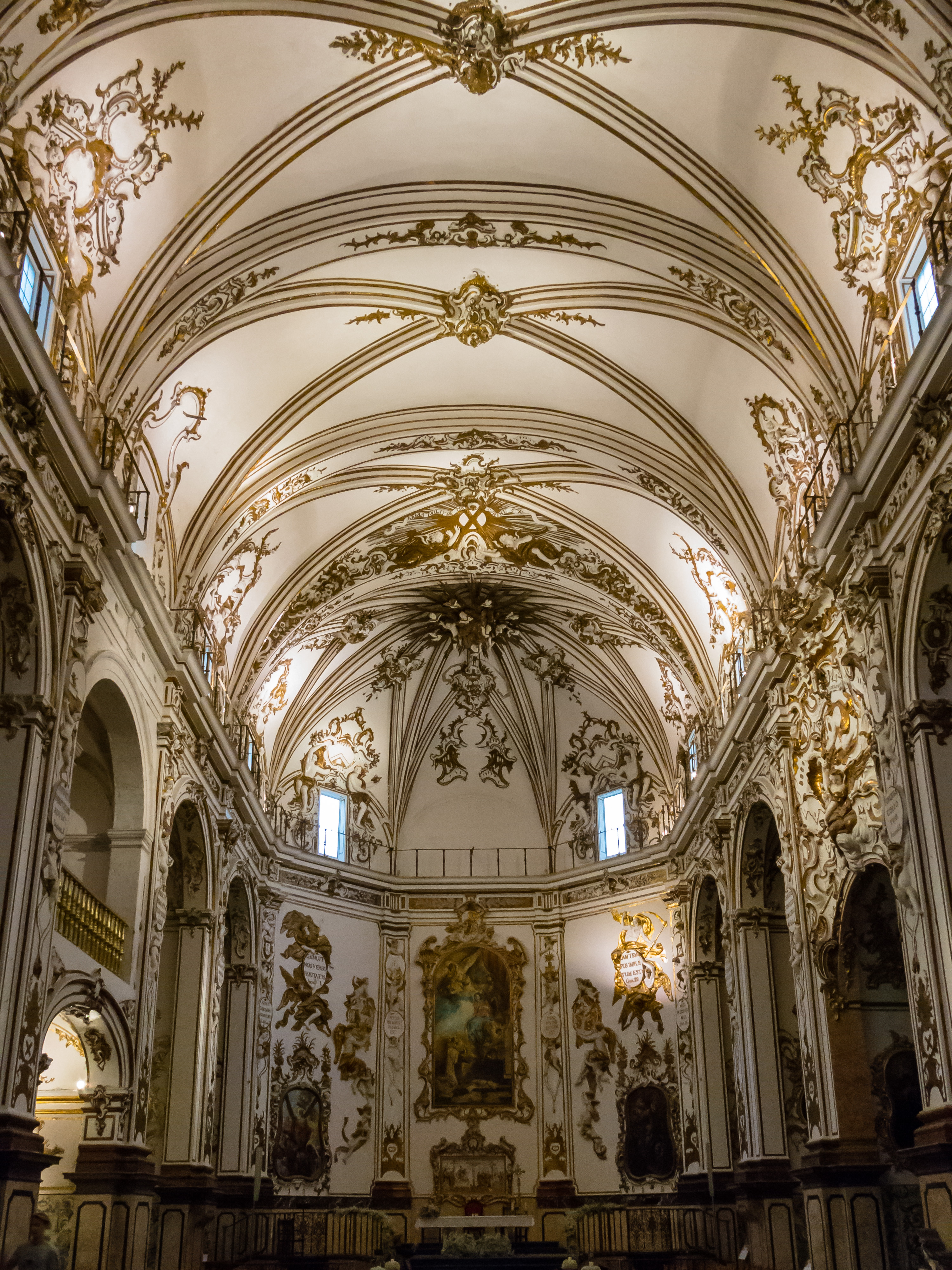
Interior del templo.
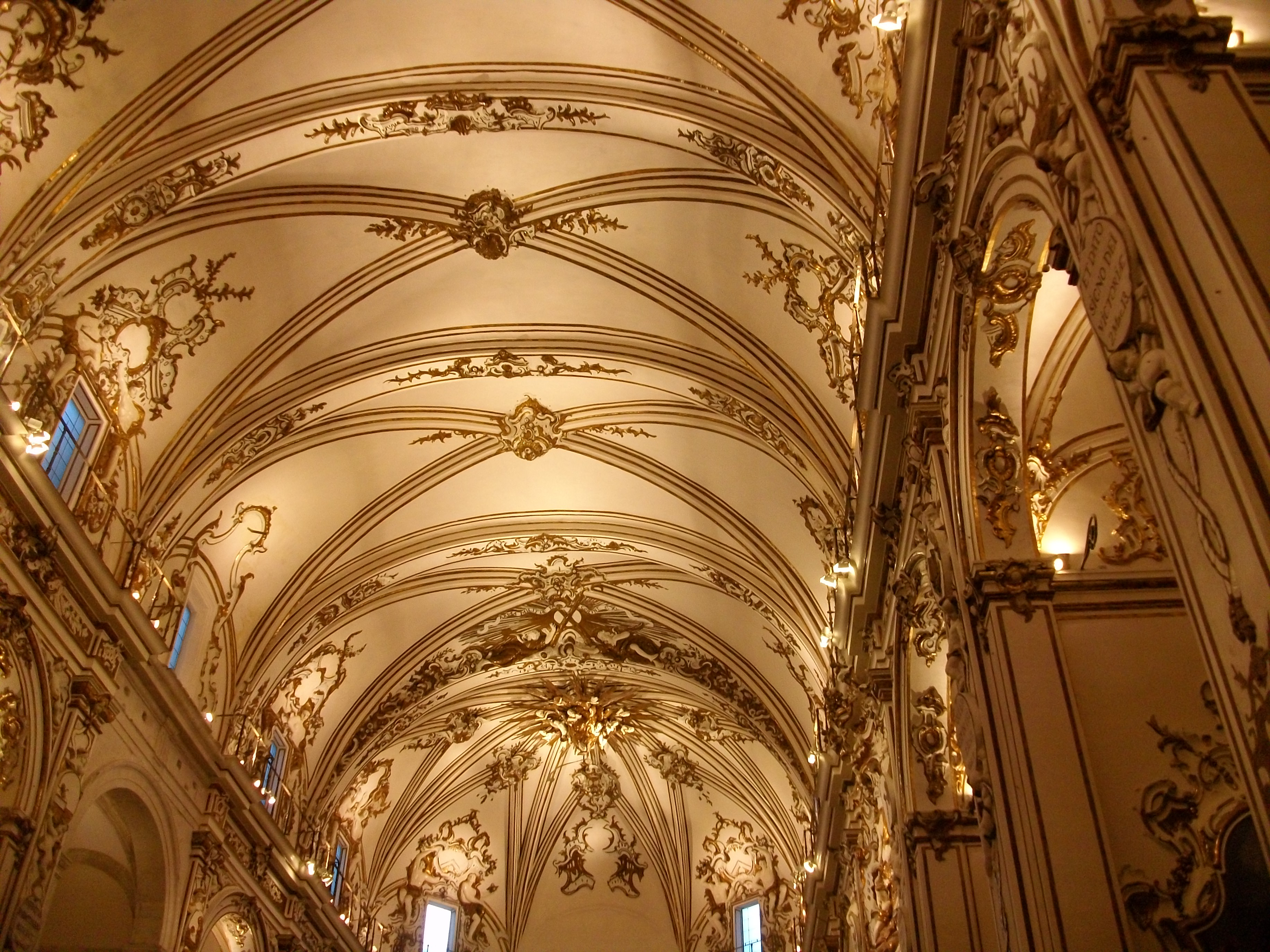
Detalle del techo.
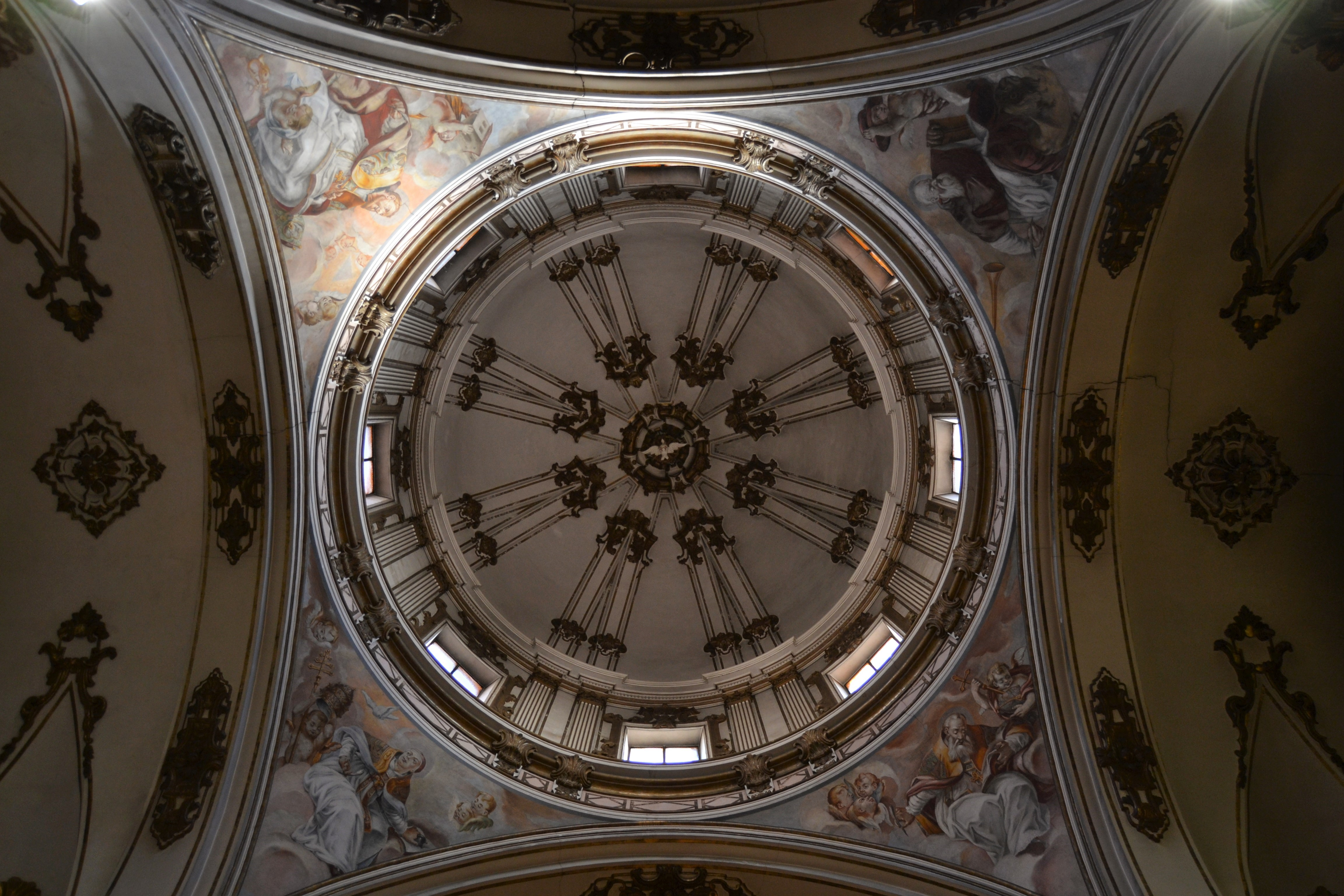
Cúpula.
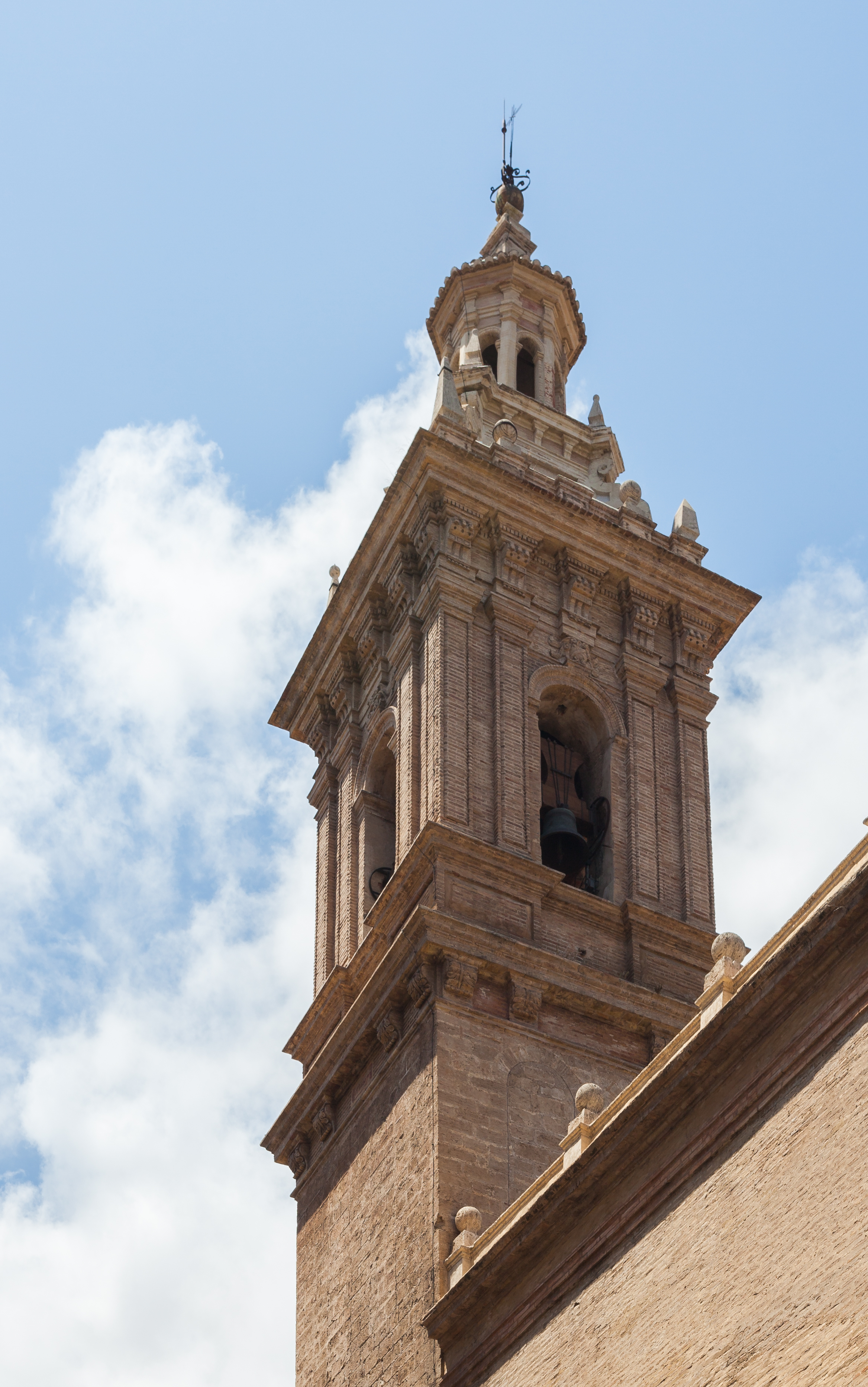
Detalle de la torre.